# Юен Мак-Грегор
Юен Гордон Мак-Грегор (англ. Ewan Gordon McGregor, ім'я вимовляється як ю-ен МФА: [ˌjuːən məˈɡrɛɡər], нар. 31 березня 1971, Перт, Шотландія) — шотландський актор, співак і режисер. Лауреат премії BAFTA (1997, 2004). Найвідоміші фільми з його участю — «На голці» (1996), «Інтимний щоденник» (1996), «Мулен Руж!» (2001), «Молодий Адам» (2003), «Острів» (2005), три частини епопеї «Зоряні війни» (1999, 2002, 2005) і екранізація роману Дена Брауна «Ангели і демони» (2009).

## Життєпис
Юен Гордон Мак-Грегор народився 31 березня 1971 року в шотландському місті Перт, у сім'ї шкільної вчительки Керол Лоусон та вчителя фізкультури Джеймса Мак-Грегора, виріс у місті Кріфф. У нього є старший брат Колін Мак-Грегор, він служив у британських ВПС і був пілотом винищувача. Ставши актором, Мак-Грегор продовжив сімейну традицію: акторами були його дядько Денис Лоусон та тітка Шейла Ґіш, а також її дочка, кузина Юена Лу Гіш. Походить з Клану Мак-Грегор — шляхетського шотландського роду королівського походження.

## Кар'єра
Покинувши школу в 16 років, Мак-Грегор вступив на відділення драми в Технологічному коледжі Кірккалді. Потім він переїхав до Лондона, де продовжив навчання в Школі музики і драми Гілдголл. 1993 року, за пів року до закінчення навчання, Мак-Грегор перестав відвідувати заняття, бо отримав свою першу роль в мінісеріалі «Губна помада на твоєму комірці». Він зіграв молодого британського російськомовного перекладача, який працює у військовому міністерстві. Того ж року він отримав головну роль в екранізації роману «Червоне і чорне» на каналі BBC і дебютував на великому екрані у фільмі «Бути людиною».
1994 року Мак-Грегор вперше знявся у режисера Денні Бойла у фільмі «Неглибока могила», який приніс йому премію журналу Empire. 1996 року Бойл запросив його на головну роль в екранізації роману Ірвіна Велша «На голці». Фільм отримав культовий статус і приніс Мак-Грегору світову популярність. 1997 року Юен Мак-Грегор знявся разом з Кемерон Діаз у комедії Денні Бойла «Менш звичне життя». Після скандальної ролі в рок-драмі «Оксамитова золота жила» (1998), де він з'явився повністю оголеним, 1999 року Мак-Грегор зіграв головну чоловічу роль у мелодрамі «Голосок». У листопаді 1998 року Мак-Грегор вийшов на театральну сцену в ролі Малькольма в спектаклі «Маленький Малькольм і його боротьба проти євнухів», поставленому його дядьком Денісом Лоусоном. 1999 року ім'я Мак-Грегора стало відомим усьому світу після виходу на екрани приквела культової фантастичної саги «Зоряні війни. Епізод I. Прихована загроза», у якому він зіграв молодого джедая Обі-Ван Кенобі. Мак-Грегор також з'явився в ролі Обі-Ван Кенобі в фільмах «Зоряні війни. Епізод II. Атака клонів» та «Зоряні війни. Епізод III: Помста ситхів».
2001 року Мак-Грегор знявся в фільмі «Мулен Руж!», у ролі бідного поета Крістіана, який закохався у Сатін — куртизанку і зірку кабаре (Ніколь Кідман). 2003 року зіграв разом з Рене Зеллвегер в романтичній комедії «До біса кохання». Того ж року вийшов фільм Тіма Бертона «Велика риба», де Юен зіграв разом з Альбертом Фіні, Джессікою Ленг, Маріон Котіяр, Геленою Бонем Картер та Денні ДеВіто. Тоді ж його розкритикували за роль у трилері «Молодий Адам», у якому знялася Тільда Свінтон.
2005 року Мак-Грегор озвучив два успішних мультфільми: подарував голос Родні Міднопузу у «Роботах» та Веліанту в однойменній стрічці. Тоді ж актор з'явився разом з Скарлетт Йоганссон у фантастичному бойовику Майкла Бея «Острів» та в психологічному трилері «Залишайся». 2006 року, після пригодницького фільму «Громобій», у якому Юен виконав другорядну роль агента МІ-6 і дядька головного героя-підлітка, вийшла трагікомедія «Сцени сексуального характеру». Третім проєктом актора, який вийшов 2006 року, стала біографічна драма Кріса Нунана «Міс Поттер» з Рене Зеллвегер у ролі письменниці-казкарки Беатріс Поттер. Прем'єра цього фільму, у якому актор зіграв роль Нормана Ворна, видавця Беатріс, відбулася в Великій Британії 3 грудня 2006 року. В інших країнах Європи прокат відбувся в січні-лютому 2007 року. 2007 року Мак-Грегор знявся з Коліном Фарреллом у фільмі Вуді Аллена «Мрія Кассандри». 2008 року актор знявся в трилері «Список контактів» та драматичному фільмі «Провокатор».

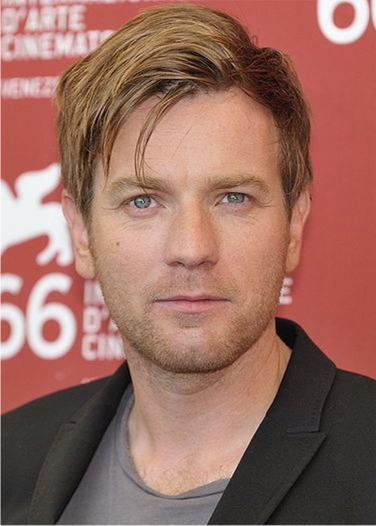
Юен Мак-Грегор 2009 року

2009 року вийшла адаптація роману Дена Брауна «Ангели і демони», романтична трагікомедія «Я кохаю тебе, Філліпе Моріс», де Юен зіграв разом з Джимом Керрі, комедія «Бойовий гіпноз проти кіз» та біографічна драма «Амелія». 2010 року Мак-Грегор зіграв письменника-мемуариста в британському політичному трилері Романа Полянського «Примара».
2011 року, разом з Емілі Блант та Крістін Скотт Томас, Мак-Грегор знявся в британській комедії «Риболовля у Ємені», яка отримала три номінації на «Золотий глобус». 2012 року Юен Мак-Грегор увійшов до складу журі 65-го Канського кінофестивалю. 2013 року Мак-Грегор знявся разом з Меріл Стріп і Джулією Робертс в фільмі «Серпень: Графство Осейдж».
2015 року Мак-Грегор знявся у комедії «Мордекай». Свій режисерський дебют він здійснив 2016 року з фільмом «Американська пастораль», у якому також знявся сам.
2017 року він повторив свою роль Марка Рентона в «Т2 Трейнспоттінг». Мак-Грегор зіграв Люм'єра у фільмі «Красуня та Чудовисько», де також зіграли Емма Вотсон, Ден Стівенс, Люк Юенс, Кевін Клайн, Джош Гад, Стенлі Туччі, Ієн Маккеллен та Емма Томпсон. Знімання стрічки почали в травні 2015 року в Лондоні, а прем'єра відбулася у березні 2017 року. Потім актор знявся в третьому сезоні серіалу-антології «Фарго».
2018 року Юен Мак-Грегор зіграв головного героя у фільмі «Крістофер Робін».

## Особисте життя

### Сім'я
У липні 1995 року Мак-Грегор одружився з художницею-постановницею Ів Мавракіс, з якою познайомився на зніманні серіалу «Королівський адвокат Кавана». У подружжя четверо дочок — дві біологічні, Клара Матильда (нар. 1996) і Естер Роуз (нар. 2001), і дві прийомні, Джаміян (нар. 2002; усиновлена 2006 року з Монголії) та Анук (нар. 2011; усиновлена тоді ж). На правій руці у актора є татуювання у формі серця і кинджала з іменами його дружини та дочок.
У травні 2017 року Мак-Грегор і Мавракіс оголосили про розставання. У січні 2018 року Мак-Грегор подав на розлучення, як причину вказав «непримиренні розбіжності». З травня 2017 року перебуває у стосунках з акторкою Мері Елізабет Вінстед, колегою по серіалу «Фарго».

### Навколосвітня подорож
На початку 2004 року Юен оголосив про рішення зробити перерву в роботі і вирушити у навколосвітню подорож разом зі своїм другом, актором Чарлі Бурманом (вони познайомилися сімома роками раніше на зніманні «Поцілунку змії»). 14 квітня друзі стартували з Лондона на мотоциклах, наданих BMW, та за 15 тижнів подолали відстань у 30 тисяч кілометрів. Вони перетнули Східну Європу, Україну, Росію, Казахстан і Монголію, потім переправилися через Берингову протоку й продовжили подорож територією Аляски, Канади і США та 29 липня фінішували в Нью-Йорку. Подорожі Мак-Грегора і Бурмана зняли на камеру (знімали як самі мандрівники, так і професійний оператор), і після їх повернення вийшов документальний фільм «Довга дорога навколо світу». Крім того, видали й книгу з описом і фотографіями поїздки. 2007 року друзі знову вирушили в подорож на мотоциклах і цього разу проїхали від самого північного населеного пункту Шотландії до Кейптауна, колишньої столиці ПАР, і, як і минулого разу, випустили документальний фільм «Довгий шлях на південь».

### Громадська діяльність
Мак-Грегор займається благодійністю, у тому числі ЮНІСЕФ в Великій Британії з 2004 року та GO Campaign. Мак-Грегор організовував щорічний голлівудський гала-концерт для кампанії GO в 2009 і 2010 роках. Він співпрацював з Шотландської асоціацією дитячих хоспісів, яка була представлена у фільмі «Довгий шлях вниз». 2012 року він разом з працівниками ЮНІСЕФ з імунізації вирушив до віддалених районів Індії, Непалу і Республіки Конго для документального фільму BBC2 під назвою «Юен Мак-Грегор: Місія холодного ланцюга». У червні 2015 року Мак-Грегор прочитав «Дівчинку з сірниками» Ганса Крістіана Андерсена для дитячого додатку «Живі казки», в допомогу ЮНІСЕФ, разом з іншими видатними особистостями, як-от Роджер Мур, Стівен Фрай, Джоан Коллінз та Майкл Кейн.

## Політична позиція
Мак-Грегор був відвертим противником виходу Сполученого Королівства з ЄС. Хоча він виступав проти незалежности Шотландії від Сполученого Королівства на шотландському референдумі 2014 року, пізніше він заявив під час інтерв'ю, що проголосував би за вихід Шотландії зі складу Сполученого Королівства, якби зміг віддати свій голос наступного дня після того, як Сполучене Королівство залишило Європейський Союз. У 2020 році він висловив свою підтримку незалежності Шотландії, сказавши, що «настав час».
Мак-Грегор став натуралізованим громадянином США після 2016 року, і голосував на президентських виборах у США 2020 року. Під час своєї подорожі в Long Way Up він подорожував повністю за своїм американським паспортом.

## Фільмографія

### Фільми
| Рік  |     | Українська назва                           | Оригінальна назва                          | Роль                              |
| ---- | --- | ------------------------------------------ | ------------------------------------------ | --------------------------------- |
| 1994 | ф   | Бути людиною                               | Being Human                                | Альварес                          |
| 1994 | ф   | Неглибока могила                           | Shallow Grave                              | Алекс                             |
| 1995 | ф   | Синій сік                                  | Blue Juice                                 | Дін Реймонд                       |
| 1996 | ф   | На голці                                   | Trainspotting                              | Марк Рентон                       |
| 1996 | ф   | Інтимний щоденник                          | The Pillow Book                            | Жером                             |
| 1996 | ф   | Емма                                       | Emma                                       | Френк Черчілль                    |
| 1996 | ф   | Ситий донесхочу                            | Brassed Off                                | Енді Барроу                       |
| 1997 | ф   | Нічне чергування                           | Nightwatch                                 | Мартін Беллс                      |
| 1997 | ф   | Поцілунок змія                             | The Serpent's Kiss                         | Менієр Хром                       |
| 1997 | ф   | Життя гірше звичайного                     | A Life Less Ordinary                       | Роберт Льюїс                      |
| 1998 | кф  |                                            | Desserts                                   | Строллер                          |
| 1998 | ф   | Оксамитова золота жила                     | Velvet Goldmine                            | Курт Вайльд                       |
| 1998 | ф   | Голосок                                    | Little Voice                               | Біллі                             |
| 1999 | ф   | Зоряні війни. Епізод I. Прихована загроза  | Star Wars Episode I: The Phantom Menace    | Обі-Ван Кенобі                    |
| 1999 | ф   | Аферист                                    | Rogue Trader                               | Нік Лісон                         |
| 1999 | ф   | Свідок                                     | Eye of the Beholder                        | Стівен Вілсон                     |
| 2000 | ф   | Нора                                       | Nora                                       | Джеймс Джойс                      |
| 2001 | ф   | Мулен Руж!                                 | Moulin Rouge!                              | Крістіан                          |
| 2001 | ф   | Падіння «Чорного яструба»                  | Black Hawk Down                            | спеціаліст Джон Граймс            |
| 2002 | ф   | Зоряні війни. Епізод II. Атака клонів      | Star Wars Episode II: Attack of the Clones | Обі-Ван Кенобі                    |
| 2002 | кф  |                                            | Solid Geometry                             | Філ                               |
| 2003 | ф   | До біса любов!                             | Down with Love                             | Катчер Блок                       |
| 2003 | ф   | Молодий Адам                               | Young Adam                                 | Джо Тейлор                        |
| 2003 | док |                                            | Faster                                     | оповідач                          |
| 2003 | ф   | Велика риба                                | Big Fish                                   | Едвард Блум                       |
| 2005 | мф  | Роботи                                     | Robots                                     | Родні Міднопуз (озвучення)        |
| 2005 | ф   | Зоряні війни. Епізод III: Помста ситхів    | Star Wars Episode III: Revenge of the Sith | Обі-Ван Кенобі                    |
| 2005 | мф  | Хоробрик — Пернатий спецзагін              | Valiant                                    | Веліант (озвучення)               |
| 2005 | ф   | Острів                                     | The Island                                 | Лінкольн-Шість-Ехо / Том Лінкольн |
| 2005 | ф   | Залишайся                                  | Stay                                       | Доктор Сем Фостер                 |
| 2006 | ф   | Громобій                                   | Stormbreaker                               | Юен Райдер                        |
| 2006 | ф   | Сцени сексуального характеру               | Scenes of a Sexual Nature                  | Біллі                             |
| 2006 | ф   | Міс Поттер                                 | Miss Potter                                | Норман Ворн                       |
| 2007 | ф   | Мрія Кассандри                             | Cassandra's Dream                          | Єн Блейн                          |
| 2008 | ф   | Провокатор                                 | Incendiary                                 | Джаспер Блек                      |
| 2008 | ф   | Список контактів                           | Deception                                  | Джонатан МакКварі                 |
| 2009 | ф   | Ангели і демони                            | Angels & Demons                            | Патрік Маккенна                   |
| 2009 | ф   | Я кохаю тебе, Філліпе Моррісе              | I Love You Phillip Morris                  | Філліп Морріс                     |
| 2009 | ф   | Бойовий гіпноз проти кіз                   | The Men Who Stare at Goats                 | Боб Вілтон                        |
| 2009 | ф   | Амелія                                     | Amelia                                     | Джин Вайдел                       |
| 2010 | ф   | Примара                                    | The Ghost Writer                           | гострайтер                        |
| 2010 | ф   | Моя жахлива няня: Великий бум              | Nanny McPhee and the Big Bang              | Рорі Грін                         |
| 2010 | ф   | Чоботи на Вайтхоллі                        | Jackboots on Whitehall                     | Кріс                              |
| 2010 | ф   | Початківці                                 | Beginners                                  | Олівер Філдс                      |
| 2011 | ф   | Останнє кохання на Землі                   | Perfect Sense                              | Майкл                             |
| 2011 | ф   | Найшвидший                                 | Fastest                                    | Оповідач                          |
| 2011 | ф   | Нокаут                                     | Haywire                                    | Кеннет                            |
| 2012 | ф   | Риба моєї мрії                             | Salmon Fishing in the Yemen                | Доктор Альфред Джонс              |
| 2012 | ф   | Неможливе                                  | The Impossible                             | Генрі Беннетт                     |
| 2013 | ф   | Джек — убивця велетнів                     | Jack the Giant Slayer                      | Елмонта                           |
| 2013 | ф   | Серпень: Графство Осейдж                   | August: Osage County                       | Білл Фордгем                      |
| 2014 | ф   | Мільйон способів втратити голову           | A Million Ways to Die in the West          | Камео                             |
| 2014 | ф   | Негідник                                   | Son of a Gun                               | Брендан Лінч                      |
| 2015 | ф   | Мордекай                                   | Mortdecai                                  | Інспектор Мартленд                |
| 2015 | ф   | Останні дні в пустелі                      | Last Days in the Desert                    | Ісус Христос                      |
| 2015 | ф   | Зоряні війни. Епізод VII. Пробудження Сили | Star Wars: The Force Awakens               | Обі-Ван Кенобі                    |
| 2016 | ф   | Джейн береться до зброї                    | Jane Got a Gun                             | Джон Бішоп                        |
| 2016 | ф   | Такий же зрадник, як і ми                  | Our Kind of Traitor                        | Перегрін "Перрі" Мейкпірс         |
| 2016 | ф   | Американська пастораль                     | American Pastoral                          | Сеймур Левов                      |
| 2017 | ф   | Т2 Трейнспоттінг                           | T2: Trainspotting 2                        | Марк Рентон                       |
| 2017 | ф   | Красуня і Чудовисько                       | Beauty and the Beast                       | Люм'єр                            |
| 2017 | в   |                                            | Debenhams: You Shall                       | оповідач                          |
| 2018 | ф   | Зої                                        | Zoe                                        | Коул                              |
| 2018 | ф   | Крістофер Робін                            | Christopher Robin                          | Крістофер Робін                   |
| 2019 | ф   | Доктор Сон                                 | Doctor Sleep                               | Денні Торренс                     |
| 2019 | ф   | Зоряні війни: Скайвокер. Сходження         | Star Wars: The Rise of Skywalker           | Обі-Ван Кенобі (озвучення)        |
| 2020 | ф   | Хижі Пташки                                | Birds of Prey                              | Чорна маска                       |
| 2021 | ф   | Торт зі смаком помсти                      | The Birthday Cake                          | отець Келлі                       |
| 2022 | ф   | Реймонд і Рей                              | Raymond and Ray                            | Реймонд                           |
| 2022 | мф  | Піноккіо                                   | Pinocchio                                  | говорячий цвіркун (озвучення)     |
| 2023 | ф   | Мати, диван                                | Mother, Couch                              | Девід                             |
| 2026 | ф   | Вулиця Флауервейл                          | Flowervale Street                          |                                   |

### Телебачення
| Рік  |   | Українська назва    | Оригінальна назва       | Роль                                                     |
| ---- | - | ------------------- | ----------------------- | -------------------------------------------------------- |
| 1993 | с |                     | Lipstick on Your Collar | Мік Хоппер (6 серій)                                     |
| 1993 | с |                     | Scarlet and Black       | Жульєн Сорель (3 серії)                                  |
| 1995 | с |                     | Kavanagh QC             | Девід Роберт Армстронг (Епізод: "Nothing But the Truth") |
| 1996 | с |                     | Karaoke                 | юнак (Епізод: "Tuesday")                                 |
| 1996 | с | Байки зі склепу     | Tales from the Crypt    | Форд (Епізод: "Cold War")                                |
| 1997 | с | Швидка допомога     | ER                      | Дункан Стюарт (Епізод: "The Long Way Around")            |
| 2015 | с |                     | Doll & Em               | у ролі самого себе (2 серії)                             |
| 2017 | с | Фарґо               | Fargo                   | Емміт Стассі / Рей Стассі (10 серій)                     |
| 2021 | с | Голстон             | Halston                 | Рой Голстон (5 серій)                                    |
| 2022 | с | Обі-Ван Кенобі      | Obi-Wan Kenobi          | Обі-Ван Кенобі (6 серій)                                 |
| 2024 | с | Джентльмен у Москві | A Gentleman in Moscow   | Олександр Ростов (8 серій)                               |

### Відеоігри
| Рік  |    | Українська назва               | Оригінальна назва              | Роль           |
| ---- | -- | ------------------------------ | ------------------------------ | -------------- |
| 2008 | вг | Star Wars: The Force Unleashed | Star Wars: The Force Unleashed | Обі-Ван Кенобі |

## Нагороди та номінації
| Нагорода                       | Рік  | Категорія                                           | Робота                                  | Результат |
| ------------------------------ | ---- | --------------------------------------------------- | --------------------------------------- | --------- |
| Золотий глобус                 | 2002 | Найкраща чоловіча роль — комедія або мюзикл         | Мулен Руж!                              | Номінація |
| Золотий глобус                 | 2013 | Найкраща чоловіча роль — комедія або мюзикл         | Риба моєї мрії                          | Номінація |
| Золотий глобус                 | 2018 | Найкраща чоловіча роль у мінісеріалі або телефільмі | Фарґо                                   | Перемога  |
| Золотий глобус                 | 2022 | Найкраща чоловіча роль у мінісеріалі або телефільмі | Голстон                                 | Номінація |
| Еммі                           | 1997 | Найкращий запрошений актор у драматичному серіалі   | Швидка допомога                         | Номінація |
| Еммі                           | 2017 | Найкращий оповідач                                  | Гайлендс: Дике серце Шотландії          | Номінація |
| Еммі                           | 2017 | Найкраща чоловіча роль у мінісеріалі або телефільмі | Фарґо                                   | Номінація |
| Еммі                           | 2021 | Найкраща чоловіча роль у мінісеріалі або телефільмі | Голстон                                 | Перемога  |
| Премія Гільдії кіноакторів США | 1999 | Найкращий акторський склад у кіно                   | Голосок                                 | Номінація |
| Премія Гільдії кіноакторів США | 2002 | Найкращий акторський склад у кіно                   | Мулен Руж!                              | Номінація |
| Премія Гільдії кіноакторів США | 2014 | Найкращий акторський склад у кіно                   | Серпень: Графство Осейдж                | Номінація |
| Премія Гільдії кіноакторів США | 2022 | Найкраща чоловіча роль у мінісеріалі або телефільмі | Голстон                                 | Номінація |
| Супутник                       | 2002 | Найкращий актор — комедія або мюзикл                | Мулен Руж!                              | Перемога  |
| Супутник                       | 2018 | Найкращий актор у драматичному / жанровому серіалі  | Фарґо                                   | Номінація |
| Супутник                       | 2018 | Найкращий актор у мінісеріалі або телефільмі        | Фарґо                                   | Номінація |
| Супутник                       | 2022 | Найкращий актор у мінісеріалі або телефільмі        | Голстон                                 | Перемога  |
| Вибір телевізійних критиків    | 2018 | Найкраща чоловіча роль у мінісеріалі або телефільмі | Фарґо                                   | Перемога  |
| Critics' Choice Super Awards   | 2021 | Найкраща чоловіча роль у супергеройському фільмі    | Хижі пташки (та фантастична Харлі Квін) | Перемога  |
| Сатурн                         | 2000 | Найкращий кіноактор другого плану                   | Зоряні війни: Прихована загроза         | Номінація |
| Сатурн                         | 2021 | Найкращий кіноактор                                 | Доктор Сон                              | Номінація |
| Сатурн                         | 2022 | Найкращий телеактор на стрімінговому серіалі        | Обі-Ван Кенобі                          | Номінація |

## Цікаві факти
- 1997 року журнал Empire помістив Мак-Грегора на 36 місце в списку ста найпопулярніших акторів усіх часів[13].
- 2000 року Юен був свідком на весіллі шотландського актора Дугрея Скотта («Темні води», «Місія нездійсненна 2»).
- Мак-Грегор дуже популярний у Японії і кілька разів знімався в рекламі японських товарів [Архівовано 6 листопада 2011 у Wayback Machine.] — наприклад, кави «Roots» і джинсів «Bobson». Гонорар від реклами мовних курсів дозволив йому придбати будинок у вікторіанському стилі в центрі Лондона[14].
- 2000 року повідомляли, що Мак-Грегор візьме участь у фільмі «Алфі», рімейку однойменної картини 1966 року, однак зрештою роль галантного ловеласа відійшла до його приятеля Джуда Лоу[15].
- Мак-Грегору пропонували виконати роль Джона Леннона, але він відмовився[16].
- Улітку 2001 року Юен очолив шотландський національний фестиваль Highland games, присвячений відродженню шотландської і кельтської культури. Раніше цю почесну посаду неодноразово обіймав його батько[17].